# Incommensurabiliteit (wetenschapsgeschiedenis)
Incommensurabiliteit is in de wetenschapsgeschiedenis een begrip dat is ontleend aan het cyclisch verloop van de wetenschapsgeschiedenis, zoals beschreven door Thomas S. Kuhn (1922-1996), in zijn boek The Structure of Scientific Revolutions (1962).
Een lange periode van betrekkelijke rust wordt door Kuhn normale wetenschap genoemd, terwijl een korte periode van stormachtige ontwikkeling een revolutie genoemd wordt. Na deze revolutie is de wetenschap volgens Kuhn totaal veranderd; de maatstaven of paradigma's zijn veranderd. Omdat na de paradigmaverschuiving nieuwe maatstaven bij oude worden gevoegd, is er geen gemeenschappelijke maat meer en kan er geen logische dwingende reden gegeven worden om te kiezen tussen twee theorieën. Dit is het principe van de incommensurabiliteitsthese.
Dat er geen logische dwingende redenen zijn om te kiezen, betekent niet dat er geen goede redenen kunnen zijn om een theorie te verkiezen. Het betekent ook niet dat er geen objectieve werkelijkheid bestaat, maar slechts dat deze vanwege de Duhem-Quinestelling nooit volledig correct beschreven kan worden.